# Ascea
Ascea (Ascìa in dialetto cilentano) è un comune italiano di 5 848 abitanti della provincia di Salerno in Campania.

## Geografia fisica

### Territorio
Ascea sorge su una collina a ridosso della propria "Marina", a circa 235 m s.l.m. Il paese è diviso dal comune di Pisciotta, tramite un fiordo percorso dalla SS 447. Tale fiordo, dal cui lato "asceoto" sorge una torre borbonica, dista circa 2 km dall'abitato. È situato nel parco nazionale del Cilento e Vallo di Diano.

### Clima
La stazione meteorologica più vicina è quella di Casal Velino. In base alla media trentennale di riferimento 1961-1990, la temperatura media del mese più freddo, gennaio, si attesta a +8,7 °C; quella del mese più caldo, agosto, è di +25,7 °C.

## Storia
Probabilmente nata intorno all'anno 1000, la popolazione crebbe per il trasferimento degli abitanti dell'insediamento medioevale di Castellammare della Bruca (antica Velia) causa il diffondersi della malaria per l'impaludamento della piana dell'Alento. Feudo della famiglia Sanseverino, ne seguì le sorti fino al passaggio alla famiglia Maresca, feudatari a seguito della "fellonia" di Tommaso Sanseverino (congiura dei Baroni del 1450 circa).
Ascea partecipò ai moti cilentani del 1828, a seguito dei quali fu processato e giustiziato il notabile locale Teodosio De Dominicis.
Dal 1811 al 1860 ha fatto parte del circondario di Pisciotta, appartenente al distretto di Vallo del Regno delle Due Sicilie.
Dal 1860 al 1927, durante il Regno d'Italia ha fatto parte del mandamento di Pisciotta, appartenente al circondario di Vallo della Lucania.

### Simboli
Lo stemma del comune di Ascea è stato riconosciuto con decreto del capo del governo del 14 settembre 1928.

## Monumenti e luoghi d'interesse

### Velia

#### Storia della città di Elea-Velia
Lo storico e geografo greco Strabone narra della città di Elea nella sua opera Geografia (VI, 252), specificando però che i fondatori, i Focei, la chiamarono inizialmente Hyele, nome che poi viene cambiato in Ele per finire con Elea.
C'è però da tenere conto che i fondatori usavano un alfabeto greco più arcaico rispetto a quello di Strabone (come testimoniano le monete più antiche), e usavano quindi il "digamma", una delle lettere perse di quell'alfabeto. Il digamma, che graficamente è simile a una F, si pronuncia come la v italiana, dando quindi al nome della città il suono di Vele. Nella trascrizione, però, già molti Focei non usavano più il digamma, trascrivendo quindi la lettera F con Ύ e trasformando "Vele" in Hyele (in greco antico: Ύέλην?).
Neanche Antioco di Siracusa, la fonte a cui si rifà Strabone, aveva a disposizione il digamma, scegliendo però di ignorare la lettera e trascrivendo semplicemente Ele (in greco antico: Έλην?).
Per quel che riguarda la scrittura Elea (in greco antico: Ελέαν?), si tratta di una deformazione attica che non si riscontra prima di Platone, nel IV secolo a.C.: due secoli, cioè, dopo la fondazione della città.
I Romani, dal 535 a.C. circa, la chiamarono Velia.

#### Geografia della città di Elea-Velia
Città della Magna Grecia, sita sulla costa occidentale dell'Italia meridionale, viene fondata dai Focei, arrivati dalla Ionia in fuga dall'occupazione persiana.
All'inizio la città sorge su due porti, uno a nord e uno a sud: i Focei, utilizzano il porto a sud, mentre i Sibariti, la popolazione autoctona, utilizza quello a nord, chiamato "le case della notte" perché sempre in ombra. I due porti sono uniti da una via chiamata "la via del Nume", che a sua volta è divisa in due parti: "la via della notte" è chiamato il tratto a nord, e quindi in ombra, "la via del giorno" è chiamato il tratto a sud.
I rapporti fra le due popolazioni si inaspriscono quando i Sibariti, gli autoctoni, rifiutano l'amicizia con la città di Crotone, amicizia che invece viene stretta dai Focei: questi ultimi dividono con una porta le due parti della città quando i Sibariti decidono di attuare una secessione.
Ma la minaccia di invasione da parte dei Siracusani fa sì che i Sibariti premano per riunire la città in un'unica grande forza da opporre al nemico. Malgrado ci siano molte pressioni per mantenere la divisione, prevale la spinta unitaria e così viene incaricato il saggio Parmenide (conosciuto in seguito come filosofo presocratico) di occuparsi delle trattative. Riunite le due fazioni, per suggellare l'unità di Vele Parmenide decide di attraversare la "via del Nume" su un cocchio trainato da cavalle.
Dopo l'impresa, Parmenide diviene legislatore e primo cittadino di Vele, e la governa fino alla morte. Mette per iscritto le sue gesta componendo un poema che inizia proprio con la traversata della "via del Nume", alla fine della quale la dea Giustizia gli detta personalmente le leggi da applicare alla città.

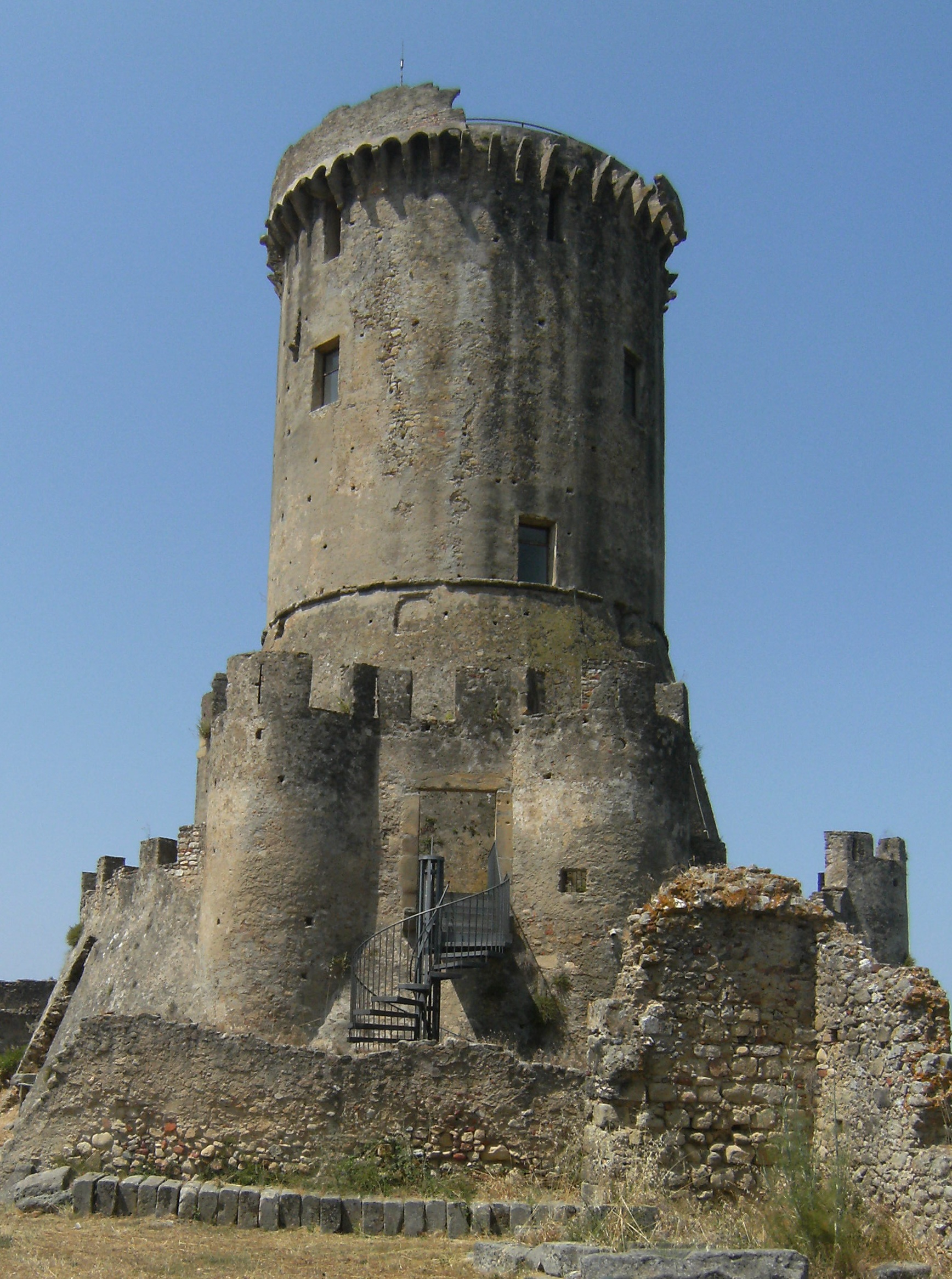
La Torre di Velia

## Società

### Evoluzione demografica
Abitanti censiti

### Etnie e minoranze straniere
Al 31 dicembre 2007 ad Ascea risultano residenti 204 cittadini stranieri. Le nazionalità principali sono:
| Paese di nascita | Popolazione (2007) |
| ---------------- | ------------------ |
| Polonia          | 62                 |
| Romania          | 41                 |
| Marocco          | 33                 |
| Ucraina          | 16                 |
| Germania         | 15                 |

### Religione
La maggioranza della popolazione è di religione cristiana appartenenti principalmente alla Chiesa cattolica; il comune appartiene alla diocesi di Vallo della Lucania, e ha sei parrocchie:
- San Nicola di Bari
- Elea-Velia Santa Maria di Portosalvo
- Santa Barbara
- San Giovanni Battista
- San Michele Arcangelo

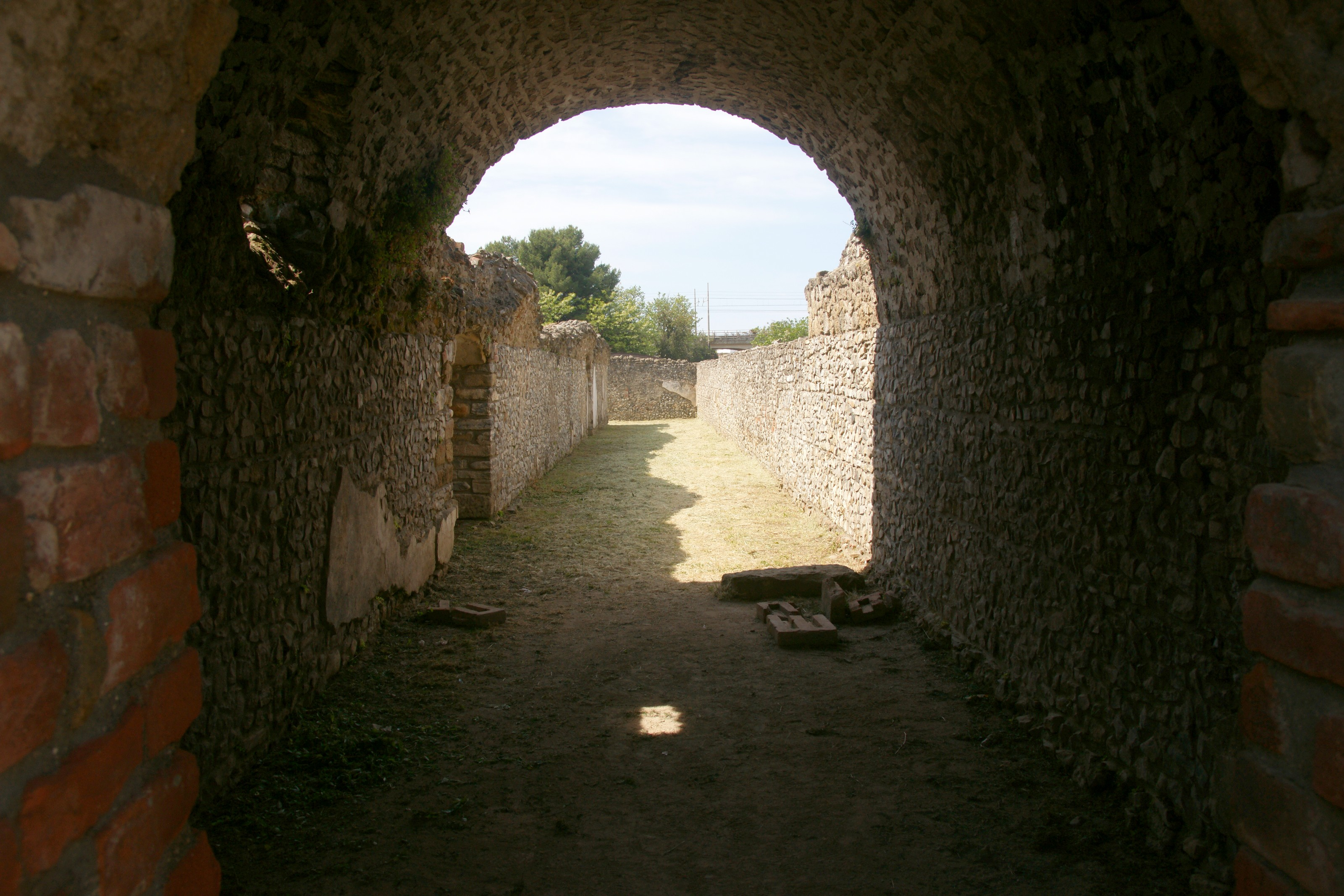
Elea-Velia

L'altra confessione cristiana presente è quella evangelica con una missione della Chiesa evangelica pentecostale ADI.

## Cultura

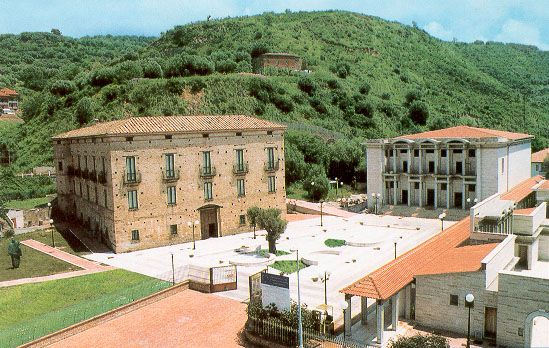
Complesso Alario

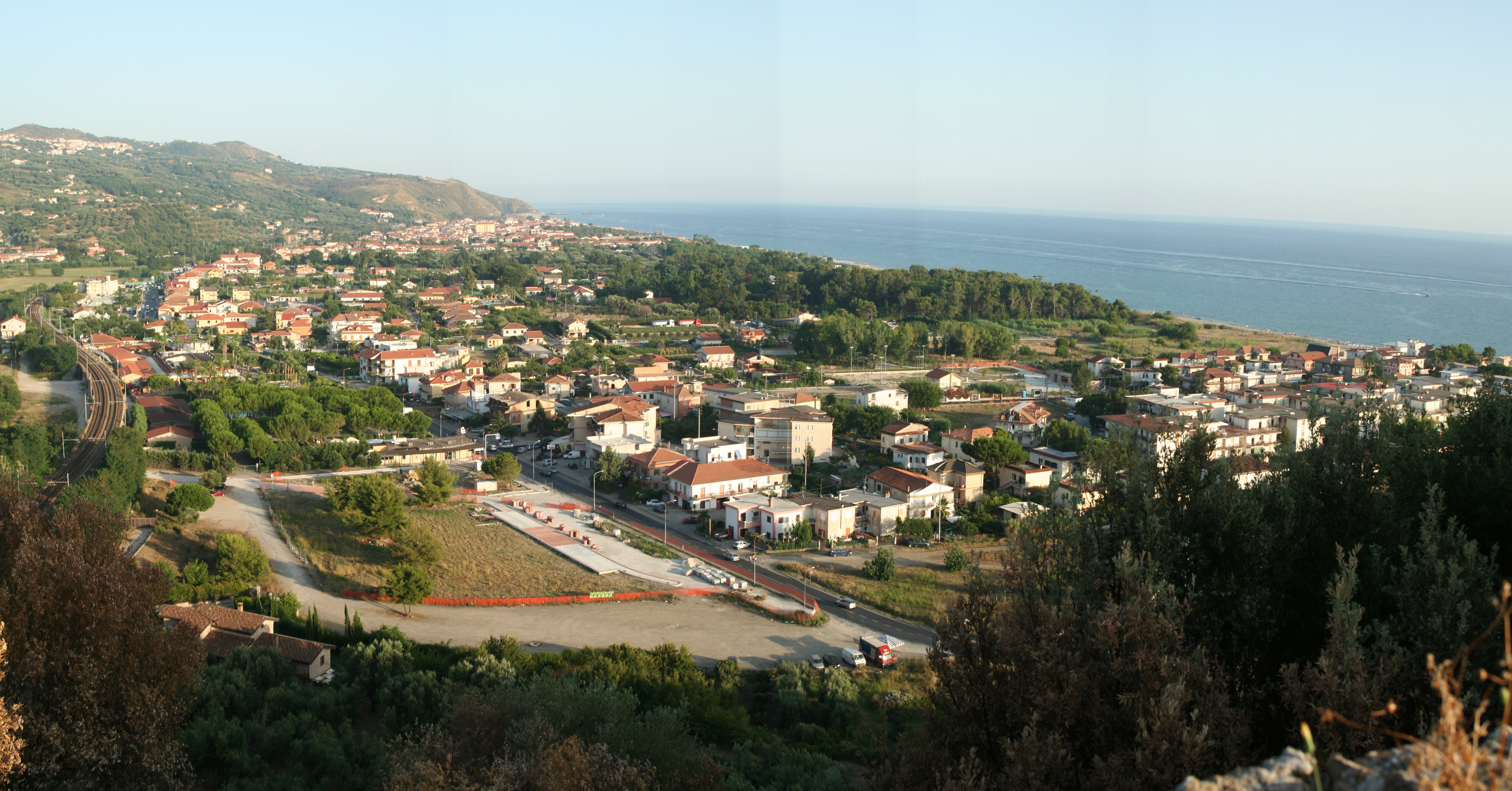
Marina di Ascea

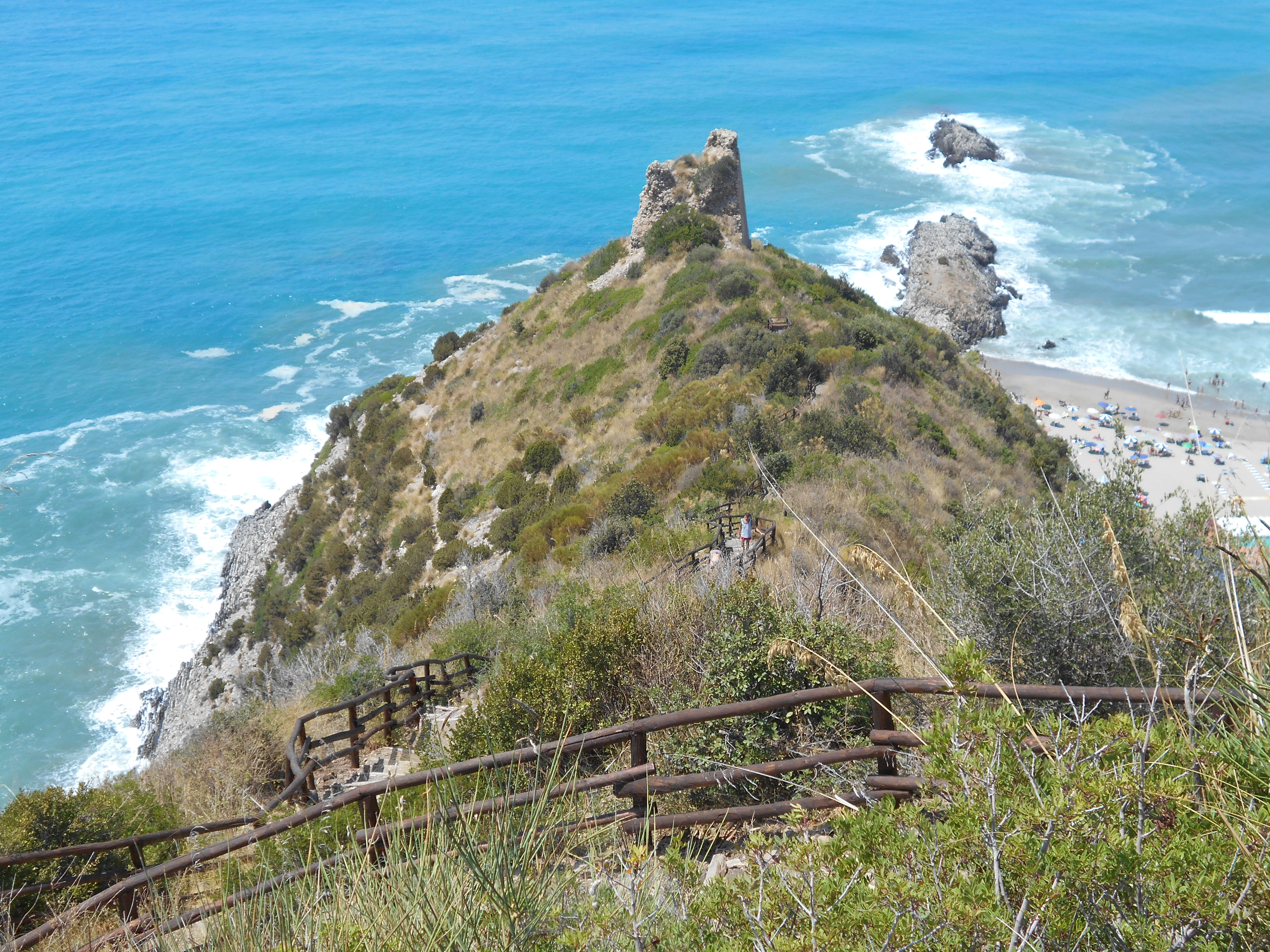
La Torre del Telegrafo, Marina di Ascea

### Museo del paradosso
Il museo del paradosso si trova a circa due chilometri dall'area archeologica di Elea-Velia. Voluto dalla fondazione Alario e inaugurato l'11 settembre 2015, il museo è ospitato dal palazzo Alario e nasce con l'intento di raccogliere opere di artisti minorenni, che si ispirano al tema del paradosso e della paradossalità in generale. All'origine del museo c'è il concorso "Pensare per paradossi", promosso dalla fondazione Alario e da Diogene Multimedia. Il concorso è stato lanciato a partire dal 2013. L'idea ispiratrice è infatti di premiare la creatività delle giovani generazioni e raccordarla alla figura di Zenone di Elea.

## Geografia antropica

### Frazioni
In base allo statuto comunale di Ascea, le frazioni sono:
- Catona: 206 abitanti 595 m s.l.m., situata lungo la SP 269
- Mandia: 281 abitanti 504 m s.l.m., situata lungo la SP 269
- Marina di Ascea (o Ascea Marina): 2 410 abitanti 13 m s.l.m., situata lungo la SP 90, è un'importante località balneare, sita a circa 4 km da Ascea. La località da alcuni anni consegue il premio bandiera blu delle spiagge. A Marina si trova inoltre la stazione ferroviaria di Ascea, importante e molto trafficata d'estate, sulla linea Roma-Napoli-Reggio Calabria.
- Terradura: 150 abitanti 205 m s.l.m., situata lungo la SP 269

Altre località abitate sono: Baia Tirrena, Bosco, Casaline, Enotria, Pennino, Piano della Torre, Piolo, Salice, Santa Maria, Santa Sofia, Scifro, Stampella (318 abitanti 19 m s.l.m.), Vreccia.

## Infrastrutture e trasporti

### Strade
- Strada regionale 447/a Innesto SR 447(Casalvelino scalo)-Innesto SP 161-Innesto SP 90-Innesto SP 269(Ascea).
- Strada regionale 447/b Ascea-bivio Rodio-Pisciotta-stazione S. Mauro La Bruca--Foria.

La spiaggia di Marina di Ascea

Strada provinciale 87 Innesto SS 18-Ceraso-Innesto SR 447.
- Strada provinciale 90/a Innesto SR 447-Marina di Ascea.
- Strada provinciale 90/b Innesto SP 90-Raccordo per la stazione FS di Ascea.
- Strada provinciale 161 Innesto SR 267-Innesto SR 447 (Ascea Marina).
- Strada provinciale 269 Innesto SR 447(Ascea)-Catona-Mandia-S.Barbara-Ceraso-Innesto SS 18.

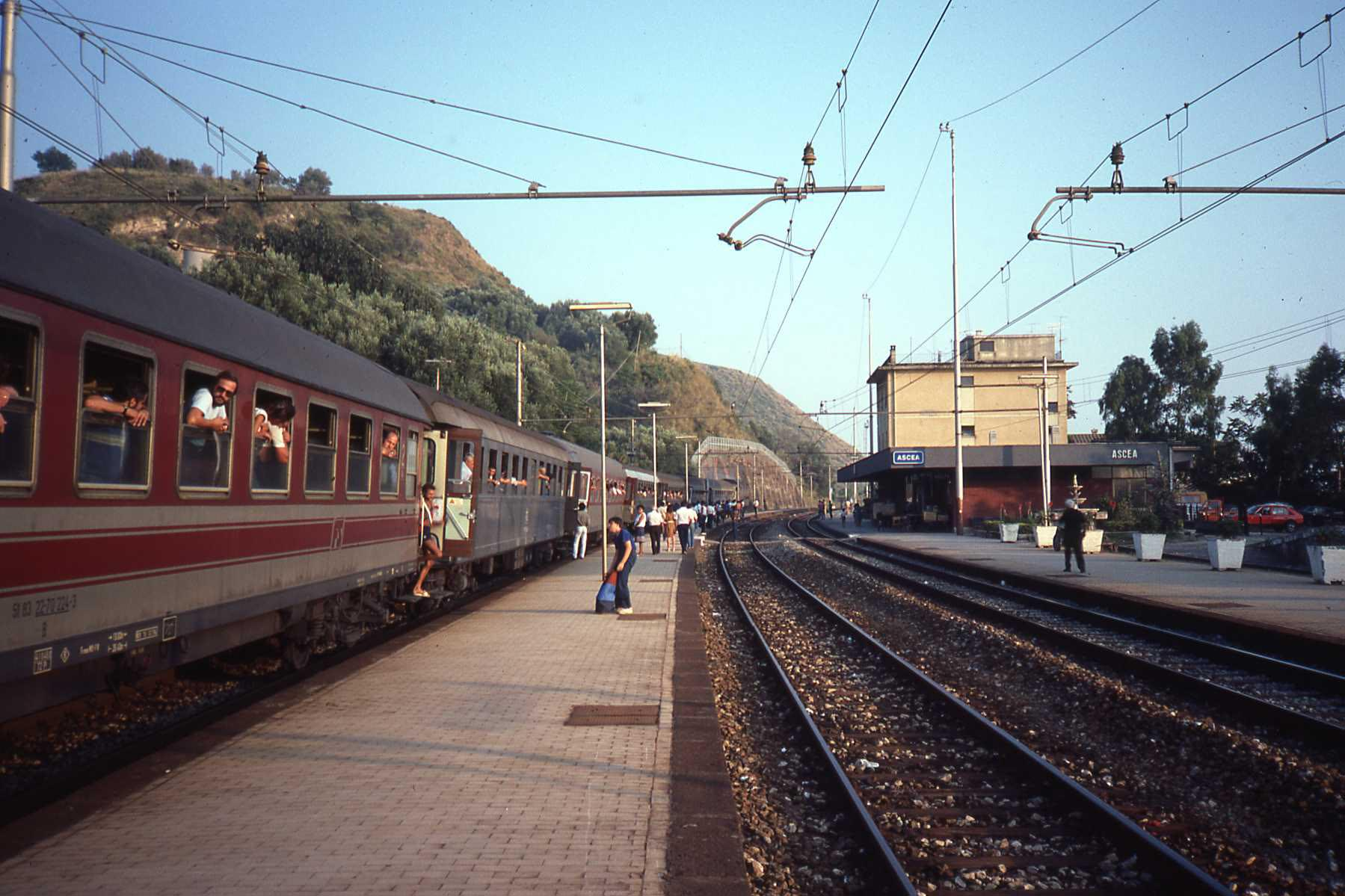
Stazione di Ascea, Marina di Ascea

### Mobilità urbana
La mobilità è affidata, per i trasporti urbani, alla società RIAG aderente alla Società Consortile Salernitana Trasporti.

## Amministrazione

### Gemellaggi
- Focea, Turchia, dal 2023

### Sindaci
| Periodo         | Periodo         | Primo cittadino     | Partito                        | Carica                    | Note   |
| --------------- | --------------- | ------------------- | ------------------------------ | ------------------------- | ------ |
| 23 aprile 1995  | 12 giugno 2004  | Emilio Puglia       | centro-sinistra                | Sindaco                   | [ 14 ] |
| 13 giugno 2004  | 23 gennaio 2014 | Mario Rizzo         | lista civica                   | Sindaco                   | [ 14 ] |
| 23 gennaio 2014 | 26 maggio 2014  | Rosa La Ragione     | -                              | Commissario straordinario | [ 14 ] |
| 26 maggio 2014  | 27 maggio 2019  | Pietro D'Angiolillo | lista civica Cambiamo Ascea    | Sindaco                   | [ 14 ] |
| 27 maggio 2019  | 9 giugno 2024   | Pietro D'Angiolillo | lista civica Insieme per Ascea | Sindaco                   | [ 14 ] |
| 9 giugno 2024   | in carica       | Stefano Sansone     | lista civica Ascea futura      | Sindaco                   | [ 14 ] |

### Toponimo
Nel 2003 il consiglio comunale ha deliberato il cambio di denominazione in Ascea-Velia, senza indire un referendum consultivo. La Regione Campania ha promulgato la relativa legge. La Corte costituzionale ha dichiarato l'incostituzionalità della legge regionale in carenza del prescritto referendum. La denominazione ufficiale del comune resta dunque quella di Ascea.

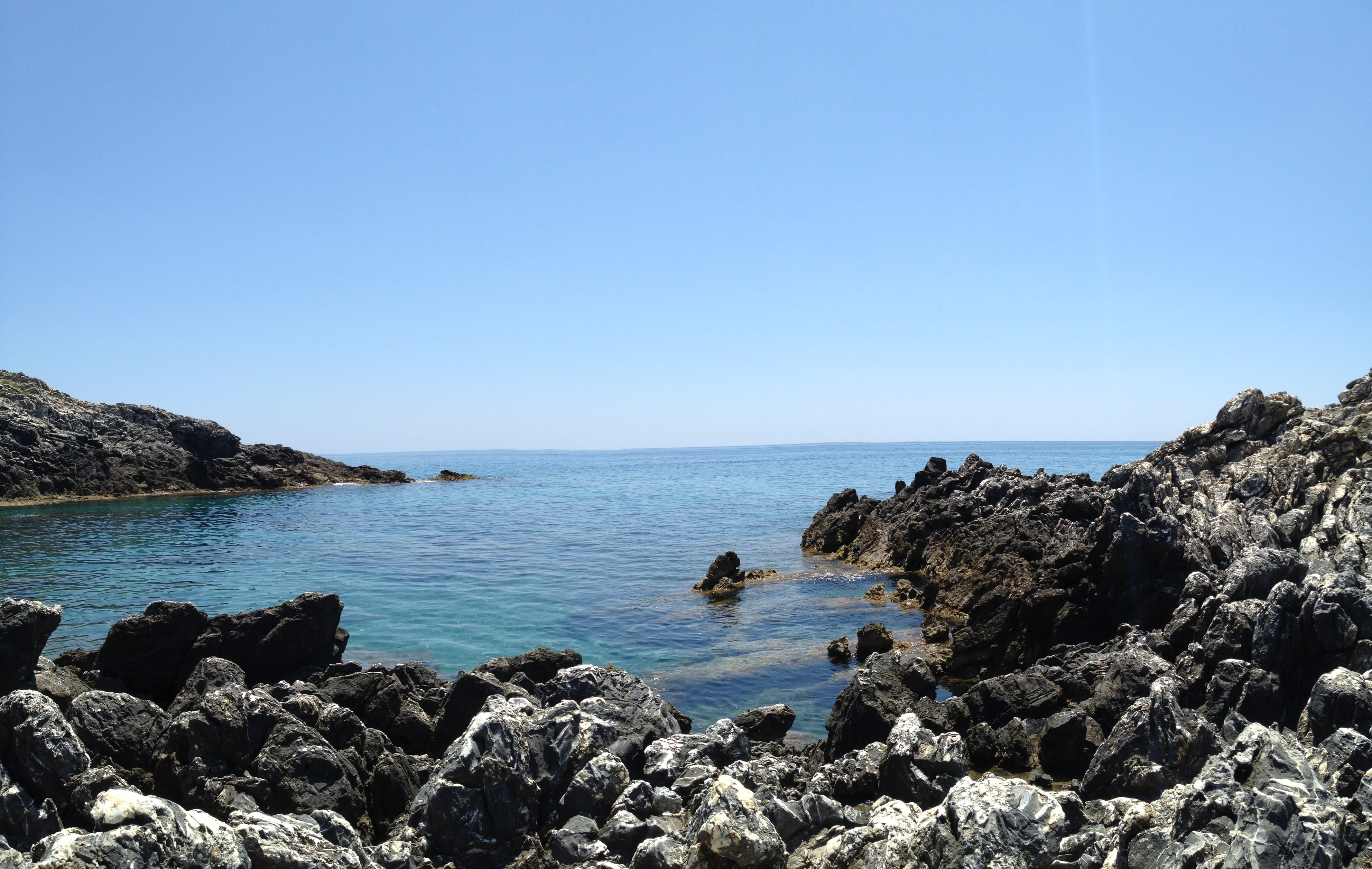
Scogliera, Marina di Ascea

### Altre informazioni amministrative
Le competenze in materia di difesa del suolo sono delegate dalla Campania all'Autorità di bacino regionale Sinistra Sele.

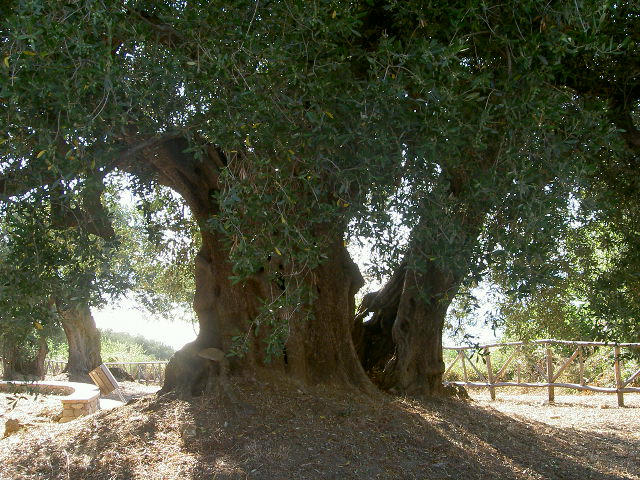
Un secolare albero d'Olea europaea tipica specie di Olivo del Cilento